# Onsdorf
Onsdorf ist eine Ortsgemeinde im Landkreis Trier-Saarburg in Rheinland-Pfalz. Sie gehört der Verbandsgemeinde Konz an.

## Geschichte
Erstmals urkundlich erwähnt wurde der Ort 1030 als Omestorff.
Am 18. Juli 1946 wurde Onsdorf gemeinsam mit weiteren 80 Gemeinden der Landkreise Trier und Saarburg dem im Februar 1946 von der übrigen französischen Besatzungszone abgetrennten Saargebiet angegliedert, das zu der Zeit nicht mehr dem Alliierten Kontrollrat unterstand. Am 6. Juni 1947 wurde diese territoriale Ausgliederung bis auf 21 Gemeinden wieder zurückgenommen, damit kam Onsdorf an das 1946 neugebildete Land Rheinland-Pfalz.
Statistik zur Einwohnerentwicklung
Die Entwicklung der Einwohnerzahl von Onsdorf, die Werte von 1871 bis 1987 beruhen auf Volkszählungen:
| Jahr | Einwohner |
| 1815 | 163       |
| 1835 | 196       |
| 1871 | 227       |
| 1905 | 266       |
| 1939 | 231       |

| Jahr | Einwohner |
| 1950 | 214       |
| 1961 | 210       |
| 1970 | 200       |
| 1987 | 159       |
| 2005 | 141       |

## Politik

### Gemeinderat
Der Ortsgemeinderat in Onsdorf besteht aus sechs Ratsmitgliedern, die bei der Kommunalwahl am 9. Juni 2024 in einer personalisierten Verhältniswahl gewählt wurden, und dem ehrenamtlichen Ortsbürgermeister als Vorsitzendem.
Die Sitzverteilung im Ortsgemeinderat:
| Wahl | SPD | WGS * | Gesamt  |
| ---- | --- | ----- | ------- |
| 2024 | 2   | 4     | 6 Sitze |
| 2019 | 4   | 2     | 6 Sitze |
| 2014 | 4   | 2     | 6 Sitze |
| 2009 | 2   | 4     | 6 Sitze |
| 2004 | 2   | 4     | 6 Sitze |

### Bürgermeister
Hubert Schartz (WG Schartz) wurde am 17. Juli 2024 Ortsbürgermeister von Onsdorf. Bei der Direktwahl am 9. Juni 2024 hatte er sich mit einem Stimmenanteil von 53,2 % gegen eine Mitbewerberin durchgesetzt.
Von 1964 bis zu seinem Tod am 1. Juli 2007 war Günther Schartz (CDU) Ortsbürgermeister. Zu seinem Nachfolger wurde Johann Nikolaus Steffes (WG) gewählt. Von 2014 bis 2024 war Nikolaus Fuchs (SPD) in diesem Amt. Nach zwei Wahlperioden kandidierte er nicht erneut.

## Persönlichkeiten
- Günther Schartz (1930–2007), Politiker
- Günther Schartz (* 1962), Politiker